# Hong Xiguan
Hong Xiguan 洪熙官 (cinese) (1745 – 1825) è stato un insegnante cinese.
Hong Xiguan (洪熙官), più conosciuto nella pronuncia cantonese di Hung Hei-gun, è un personaggio semi-storico, che è considerato il fondatore dell'Hongjiaquan.
Sarebbe vissuto durante il regno di Qianlong della dinastia Qing, ma potrebbe essere il frutto dell'immaginazione dei romanzieri di fine secolo. Qualunque sia la verità, la tradizione lo descrive come un mercante di Tè che avrebbe appreso arti marziali cinesi dal monaco buddhista Zhishan (至善禅师 Zhishan chanshi) del monastero Shaolin del Fujian.
La leggenda racconta che la sua forza era tale che “le sue dieci dita, dure come acciaio, potevano sbriciolare una pietra come si polverizza del legno marcio”.
Sempre secondo il mito, durante un duello egli avrebbe ucciso il proprio avversario e per questo motivo dovette fuggire dalla sua provincia natale, nascondendosi a bordo di un battello (il battello si chiamava Hongchuan 红船, nave rossa) di una troupe teatrale. Assunto come cuoco all'interno di tale compagnia, presto rivelò il suo talento marziale, difendendo i suoi amici contro la malavita di Canton.

## Cinema e altro
Hong Xiguan è spesso un personaggio al centro di film del genere Kungfu.
- Hong Xiguan xue jian Liujiacun (洪熙官血溅柳家村) è un film del 1949, in cui si narra della distruzione del tempio shaolin da parte delle truppe Mancesi e delle successive avventure di Hong Xiguan.